# 小行星8037
小行星8037（英語：8037）是一颗围绕太阳公转的小行星。1993年4月20日，罗伯特·H·麦克诺特在赛丁泉山发现了此天体。
这颗小行星的绝对星等为105.6338445180332等。